# Braune Krabbenspinne
Die Braune Krabbenspinne oder Busch-Krabbenspinne (Xysticus cristatus, Syn.: Xysticus viaticus) ist eine Webspinne aus der Familie der Krabbenspinnen (Thomisidae).

## Merkmale
Die Weibchen werden 6 bis 8 Millimeter, die Männchen 3,5 bis 5,6 Millimeter lang. Die Grundfarben sind dunkle und helle Brauntöne. Der Vorderkörper (Prosoma) trägt lateral breite, dunkle Streifen. Charakteristisch ist ein großes Dreieck auf der Oberseite des Prosomas, auf dessen nach hinten gerichteter Spitze ein schwarzer Punkt liegt. Dieses Dreieck ist auf zwei Seiten von hellen Streifen eingefasst, die sich an der Spitze zu einem breiten Band vereinigen. Auf dem Hinterkörper (Opisthosoma) ist eine große Blattzeichnung zu sehen, die sich meist heller von der restlichen Färbung abhebt. In der Mitte verläuft ein hellbraunes bis ockerfarbenes Band, von dem drei Querlinien bzw. Zacken ausgehen, die die Fläche bis zum Rand unterteilen. Die Färbungen und Zeichnungen sind variabel, die Männchen sind insgesamt meist dunkler als die Weibchen.
Die Beine tragen dunkle Punkte, Flecken und Streifen. Vier Augen blicken nach vorne, wobei die beiden größeren Augen außen angeordnet sind. Hinter diesen Augen liegt eine weitere Reihe aus ebenfalls vier Augen, die nach oben gerichtet sind. Zwischen den beiden Reihen verläuft eine scharfe, helle Trennlinie.

### Weibchen
Das Prosoma ist bei den Weibchen etwas kleiner als das Opisthosoma, die Verbindung zwischen beiden ist jedoch breit, so dass sich von oben gesehen ein violinförmiger Umriss zeigt. Prosoma und Opisthosoma sind oval gerundet, oben abgeflacht und fallen nach den Seiten hin steil ab. Die Seiten sind weiß, mit olivbraunen bogig geschwungenen Linien. Die Beine sind gelblichweiß, die Schenkel, Knie und Schienen der beiden vorderen Beinpaare sind rostbraun, ziemlich dicht punktiert, auf den beiden hinteren Beinpaaren sind sie schwächer braun punktiert.

### Männchen
Die kleineren Männchen ähneln den Weibchen zwar im Bau des Prosomas, das Opisthosoma ist jedoch schmäler und nur wenig länger als das Prosoma. Das Opisthosoma ist oben abgeflacht und fällt beinahe kantig zu den Seiten hin ab. Auch die Rückenzeichnung ist verschmälert und hat meist eine gelbliche Färbung, die zur Mitte hin Brauntöne zeigt. Die Seiten sind reinweiß und von dunkelbraunen wellenförmigen Streifen überzogen, die sich gabeln und wahrscheinlich ein Tarnmuster ähnlich wie bei einem Zebra darstellen. Die beim Weibchen braun gefärbten Teile des Prosomas haben beim Männchen eine dunklere, braunschwarze Farbe. Die Hüften, Schenkel und Knie der beiden vorderen Beinpaare sind ebenfalls braunschwarz oder sogar ganz schwarz, auf den beiden hinteren Beinpaaren sind sie braun. Die übrigen Glieder der Beine sind bräunlichgelb, nur das obere Ende der Schienen ist ebenfalls braun.
In Mitteleuropa gibt es eine Reihe sehr ähnlicher Arten der Gattung; die sichere Bestimmung der Art ist nur durch die makroskopische Untersuchung der Geschlechtsorgane (genitalmorphologisch) möglich.

## Vorkommen
Die Art ist paläarktisch verbreitet und kommt in ganz Europa vor. Im Süden, beispielsweise in Südspanien und Süditalien sowie Nordafrika und im Osten bis Zentralasien und Sibirien nimmt die Häufigkeit kontinuierlich ab. Hingegen ist die Art in Nordeuropa überall häufig.
Sie ist auf Wiesen und an Waldrändern mit halbhoher Vegetation verbreitet und lebt in Heidelandschaften und Weingärten. Sie ist jedoch auch in vielen anderen Habitaten mit Ausnahme von trockenen Laubwäldern und Ruderalzonen anzutreffen.
Reife Exemplare der Braunen Krabbenspinne sind von April bis Juni zu beobachten.

## Lebensweise

### Ernährung
Die Braune Krabbenspinne lauert in der Krautschicht und auf Büschen auf ihre Beute. Diese besteht aus kleinen Insekten, allerdings auch aus größeren, wie Hornissen und größeren Schmetterlingen. Vor allem viele Käfer fallen den Spinnen zu Opfer. Ist das Beutetier nah genug, schnellen sie blitzschnell darauf zu und überwältigen es. Mit dem vorderen, längeren Beinpaar wird die Beute festgehalten und auch ferngehalten, sodass auch wehrhafte Hautflügler nicht zustechen können.

### Fortpflanzung
Vor der Paarung umspinnt das Männchen das Weibchen mit Fäden. Dies ist lediglich Teil der Partnerwerbung, denn nach der Begattung kann sich das Weibchen aus den Fäden befreien. Evolutionsgeschichtlich betrachtet könnte diese „Fesselung“ für das Überleben des Männchens nach der Paarung von Bedeutung sein, denn dadurch gewinnt es etwas Zeit, um sich zurückziehen zu können.
Der Eikokon wird, wie bei der Veränderlichen Krabbenspinne, bewacht. Hierbei setzt sich die Spinnenmutter auf den Eikokon, sie jagt nun nicht mehr und bewacht den Eikokon, bis sie stirbt. Die Jungspinnen schlüpfen gegen Ende des Sommers und überwintern in Bodenritzen.

## Gefährdung
Die Art ist weit verbreitet und in geeigneten Habitaten häufig. Sie wird in der Roten Liste als „ungefährdet“ eingestuft, zudem ist die Braune Krabbenspinne die häufigste Art ihrer Gattung.

## Taxonomie und Systematik
Die Spinne wurde schon 1757 von dem schwedischen Arachnologen Carl Alexander Clerck als Araneus cristatus in seinem grundlegenden Werk Svenska Spindlar beschrieben. Die Gattung Xysticus wurde 1835 von Carl Ludwig Koch aufgestellt. Zu Zeiten Kochs war Xysticus cristatus unter dem Namen Xysticus viaticus bekannt, nach Carl von Linné, der diese Spinne in seinem Werk Systema Naturae aus dem Jahr 1758 Aranea viatica genannt hatte. Erst spät im 20. Jahrhundert wurde die Priorität des ein Jahr vor Linnés Systema naturae erschienenen Werks von Clerck anerkannt. Da der Beginn der Binären Nomenklatur aber mit 1758 festgelegt ist, bildet Clercks Werk und dessen Priorität die einzige Ausnahme: Die von ihm beschriebenen Spinnentiere müssten laut einer Festlegung in der 4. Ausgabe des ICZN-Codes aus dem Jahr 1999 die Jahreszahl 1758 für die Erstbeschreibung tragen, dies führte jedoch zu vielen Missverständnissen und daher wird von den meisten Zoologen das Jahr 1757, das Jahr des Erscheinens von Svenska Spindlar, verwendet.
Xysticus cristatus ist namengebend für eine Gruppe nahe verwandter europäischer Arten. Zu dieser Gruppe gehören Xysticus pseudocristatus Azarkina & Logunov, 2001, Xysticus audax (Schrank, 1803), Xysticus macedonicus Silhavy, 1944 und Xysticus brevidentatus Wunderlich, 1995.